# Зендлингер Тор
Зендлингската порта (на немски: Sendlinger Tor – Зендлингер Тор) е градска порта в южния край на историческия стар град в центъра на Мюнхен.
Служила е като защитно укрепление. Тя е сред 3-те останали готически градски порти, наред с Изартор и Карлстор.

## Местоположение
Портата се намира в южния край на ул. „Зендлингерщрасе“, която някога е била главният път в направление север–юг, минаващ през стария град на Мюнхен. Така е разделяла стария град от предградието Изар. Разположена е на 525 м надморска височина.

## История
Като част от мащабна градска експанзия, предприета от Лудвиг Баварски (от 1285 до 1337 година), е построена втора, външна, градска стена с 4 порти, сред които е Зендлингер Тор. През 1318 г. портата за първи път е спомената като началната точка на пътя към Италия, но вероятно е съществувала и преди това. Поначало портата се характеризирала с централната си кула (типично за мюнхенските порти за онова време), но през 1420 година от двете ѝ страни нея са пристроени 2-те укрепителни кули.
През 1808 година централната кула е разрушена. През 1860 година е предприета реставрация на останалите 2 странични средновековни кули и на стената, в която дотогава имало 3 арки. През 1906 г. тези оригинални 3 арки са заменени от обща по-голяма.
По време на Втората световна война портата почти не претърпява разрушения. Обновена е през 1980-те год. При Зендлингер Тор може да се види останка от средновековната крепостна стена на града, която някога е продължавала нагоре по ул. „Херцог-Вилхелм-щрасе“.

## Метростанция
Портата е дала името на едноименната станция на метрото.